# Siechtum
Als Siechtum (von mittelhochdeutsch siechtuom ‚Krankheit‘, von siech, ‚krank‘, ‚kränklich‘  - ursprünglich vor allem auf schwere bzw. langwierige Krankheiten bezogen – und verwandt mit saugen in Bezug auf durch „saugende Dämonen“ verursachte Krankheiten) bezeichnet man den Zustand zunehmender Entkräftung durch einen massiven oder irreversiblen Krankheitsprozess sowie durch äußere Gewaltanwendung. Historisch ist auch die Verwendung des Begriffs zur Bezeichnung des ansteckenden Zustands von Aussätzigen sowie gelegentlich (als siechtuom) auch zur Benennung der Menstruation(sblutung). Verwandt damit ist Siechtag (von mittelhochdeutsch siechtac) als frühere Bezeichnung für Erkrankung bzw. Krankheit. Etymologisch ist siech, das mit engl. sick für ‚krank‘ lautähnlich ist, verwandt mit Seuche und Sucht.

## Geschichte
In der Vergangenheit (11. bis 18. Jahrhundert) hat man Dahinsiechende in Siechenhäusern (auch Kottenhäuser, Gutleutehäuser) zusammengefasst, da man eine Ansteckung befürchtete.
Heutzutage verwendet zum Beispiel der § 226 Abs. 1 Nr. 3 2. Alt. des deutschen Strafgesetzbuches (StGB) (schwere Körperverletzung) noch den Begriff des Siechtums. Siechtum sei danach ein chronischer Gesundheitszustand von nicht abschätzbarer Dauer, der wegen Beeinträchtigung des Allgemeinbefindens Hinfälligkeit zur Folge habe.